# ثلاثة خسوف
هي إحدى علامات الساعة الكبرى التي ذكرها النبي محمد ﷺ، وهي ثلاثة خسوف تحدث في آخر الزمان: فخسف يكون في المشرق، وخسف في المغرب، وخسف ثالث في جزيرة العرب. والخسف يعني نزول شيء ما على الأرض إلى باطن الأرض.

## الأدلة
عن حذيفة بن أسيد الغفاري  قال: «اطلع النبي ﷺ علينا ونحن نتذاكر الساعة، فقال: ما تذكرون؟ قلنا: نذكر الساعة. قال: إنها لن تقوم حتى تروا قبلها عشر آيات: الدخان، والدجال، والدابة، وطلوع الشمس من مغربها، ونزول عيسى ابن مريم، ويأجوج ومأجوج، وثلاثة خسوف: خسف بالمشرق، وخسف بالمغرب، وخسف بجزيرة العرب، وآخر ذلك نار تخرج من قبل عدن - في اليمن - تطرد الناس إلى محشرهم».